# سی‌ان‌اواوسی
سی‌ان‌اواوسی (中国海洋石油有限公司) شرکت نفت و گاز هنگ کنگی است، که در سال ۱۹۹۹ توسط شرکت ملی نفت فلات قاره چین تأسیس شد.